# Hortense Ngoma Massunda
Hortense Ngoma Massunda, née le 3 juillet 1923 au Mayombe en république démocratique du Congo, est l'épouse de Joseph Kasa-Vubu, premier président de la République Démocratique du Congo .

## Biographie

### Origine
Hortense Ngoma Massunda naît le 3 juillet 1923 dans la localité de Kangu au Mayombe, où elle grandit. Après les études primaires, elle s'est formée à l'école ménagère du lycée catholique de Kangu. Elle devient l'épouse de Joseph Kasa-Vubu et, ensemble, ils ont 10 enfants.

### Première dame du pays
Lors du processus de décolonisation du Congo belge, Joseph Kasa-Vubu est élu président par le parlement, puis le 30 juin 1960, jour de la proclamation de l'indépendance, il devient officiellement le premier président de la république démocratique du Congo jusqu'en 1965. Cette élection confère alors le titre de « Première Première dame » du pays à Hortense Ngoma Massunda Kasa-Vubu. Elle assume ce nouveau rôle en y exerçant une influence discrète auprès de son époux, tout comme elle est à ses côtés lors des cérémonies officielles, pour les voyages d'État et pour recevoir les personnalités .

### Veuve du premier président Kasa-Vubu (1969-1996)
Le 24 Mars 1969, son époux décède d'un problème cardiaque, en assignation à résidence ; des funérailles nationales lui sont organisées .
Après 25 ans de règne, le successeur du président Joseph Kasa-Vubu décide d'organiser un débat national sous la forme d'une conférence nationale, en vue de réfléchir à l'évolution des pratiques démocratiques du pays à la suite de l'instauration du pluralisme politique. C'est ainsi que Madame Hortense Ngoma Massunda, invitée à y participer, prépare un discours rappelant la vision de son défunt époux pour la transparence et la bonne gouvernance de la chose publique. Elle argumente que la démocratie privilégie toujours le consensus et le pluralisme politique prône un dialogue franc, la tolérance et le débat d'idées sans violence. À l'issue de cette conférence nationale de transition, un parlement de transition est mis en place en Août 1992 et Hortense Ngoma Massunda devient Députée nationale 
Elle décède le mardi 18 octobre 1996 à Kinshasa, à l'âge de 73 ans.